# Helicopis diluta
Helicopis diluta är en fjärilsart som beskrevs av Le Moult 1939. Helicopis diluta ingår i släktet Helicopis och familjen Riodinidae. Inga underarter finns listade i Catalogue of Life.